# Ricardo Acevedo Bernal
Ricardo Acevedo Bernal est un artiste peintre colombien, né à Bogota le 4 mai 1867 et mort à Rome le 7 avril 1930. Il est l'un des peintres majeurs de la Colombie au XIXe siècle.

## Biographie
Il a étudié au Collège de Saint-Barthélemy et à l'École Nationale des Beaux Arts de Bogota.
Il a reçu son premier prix le 20 juillet 1883 et s'est ensuite rendu à New York, où il a passé huit ans à travailler dans différents ateliers de photographie.
Il est retourné en Colombie en 1898 pour se consacrer à la peinture religieuse dans les différentes églises de Bogotá et devient professeur à l'École Nationale des Beaux-Arts.
En 1902, il se rend à Paris pour étudier à l'Académie Julian. À son retour, a remporté une médaille à l'exposition à Bogota sur le centenaire de l'indépendance. Entre 1911 et 1918, il a été directeur de l'École nationale des beaux-arts et a fondé la galerie du Musée national de Colombie. Il est l'auteur de nombreux portraits de personnalités de l'histoire de la Colombie. Amoureux de la musique folklorique colombienne, également composé certains corridors,.
En 1928, le président Miguel reçoit un hommage distinctif. En 1929, il fut nommé consul de Colombie en Italie, il participe à l'Expo de Séville cette même année. 
Il meurt le 7 avril 1930 à Rome.